# Saito Mitsuki
Saito Mitsuki (齊藤 未月 Saito Mitsuki, sinh ngày 10 tháng 1 năm 1999) là một cầu thủ bóng đá người Nhật Bản. Anh thi đấu cho Rubin Kazan.

## Sự nghiệp
Saito Mitsuki được đẩy lên đội một từ đội trẻ của Shonan Bellmare, câu lạc bộ tại J1 League; năm 2016.